# Phodile de Ceylan
Phodilus assimilis
Espèce
Répartition géographique
- Aire de répartition de Phodilus Assimilis

Statut de conservation UICN

 LC  : Préoccupation mineure
La Phodile de Ceylan (Phodilus assimilis) est une espèce de Phodile de la famille des Tytonidae. Elle est endémique de l'île du Sri Lanka et des Ghats Occidentaux de Kerala, en Inde sud-occidentale. On la trouve dans les forêts et pelouses tropicales ou subtropicale de régions montagneuses. Elle est menacée par la destruction de son habitat. Elle fut longtemps considérée comme une sous-espèce de la Phodile Calong (Phodilus badius) mais est désormais traité comme une espèce à part entière.

## Comportement

### Reproduction
La période de reproduction de la Phodile de Ceylan est en hiver, lorsque leur chant distinctif constitué de multiples sifflements avec diverses inflexion peut être entendu,.

## Répartition et Habitat

### Habitat
Elle vit dans des forets humides tropicales ou subtropicales montagneuses et dans des pelouses alpines tropicales ou subtropicales. Elle est menacée par la destruction de son habitat.

### Répartition

Aire de répartition de la Phodile de Ceylan (Phodilus Assimilis)

Cette espèce est endémique du Sri Lanka des Ghats occidentaux de Kerala, en Inde Sud-Occidentale.

## Systématique
La Phodile de Ceylan fut décrite  par le politicien et naturaliste anglais Allan Octavian Hume en 1873, mais c'est seulement en 1877 qu'il introduisit le nom binomial Phodilus assimilis,. Le nom du genre Phodile vient du grec ancien phōs signifiant "lumière" ou "lumière du jour" et de deilos signifiant "timide" ou "craintif". L'épithète spécifique assimilis vient du latin et signifie "semblable à". Auparavant, elle était considérée comme une sous-espèce de la Phodile Calong (Phodilus badius) mais elle est désormais traitée comme une espèce à part entière, décision lié à des différences dans le chant et le plumage et à une aire de répartition disjointe,. 
D'après la classification de référence (version 14.1, 2024) de l'Union internationale des ornithologues, la Phodile de Caylan possède 2 sous-espèces (ordre philogénique) :
- Phodilus assimilis ripleyi, Hussain & Reza Khan, 1978 : Ghats Occidentaux[9] ;

- Phodilus assimilis assimilis, Hume, 1877 : Sri Lanka central et méridional.

La sous-espèce indienne est trouvable le long des Ghats Occidentaux, principalement au sud de Goa, mais comme celle-ci est plutôt discrète, les enregistrements sont rares et leur présence est souvent seulement révélée par la découverte d'individus blessés.

### Galerie

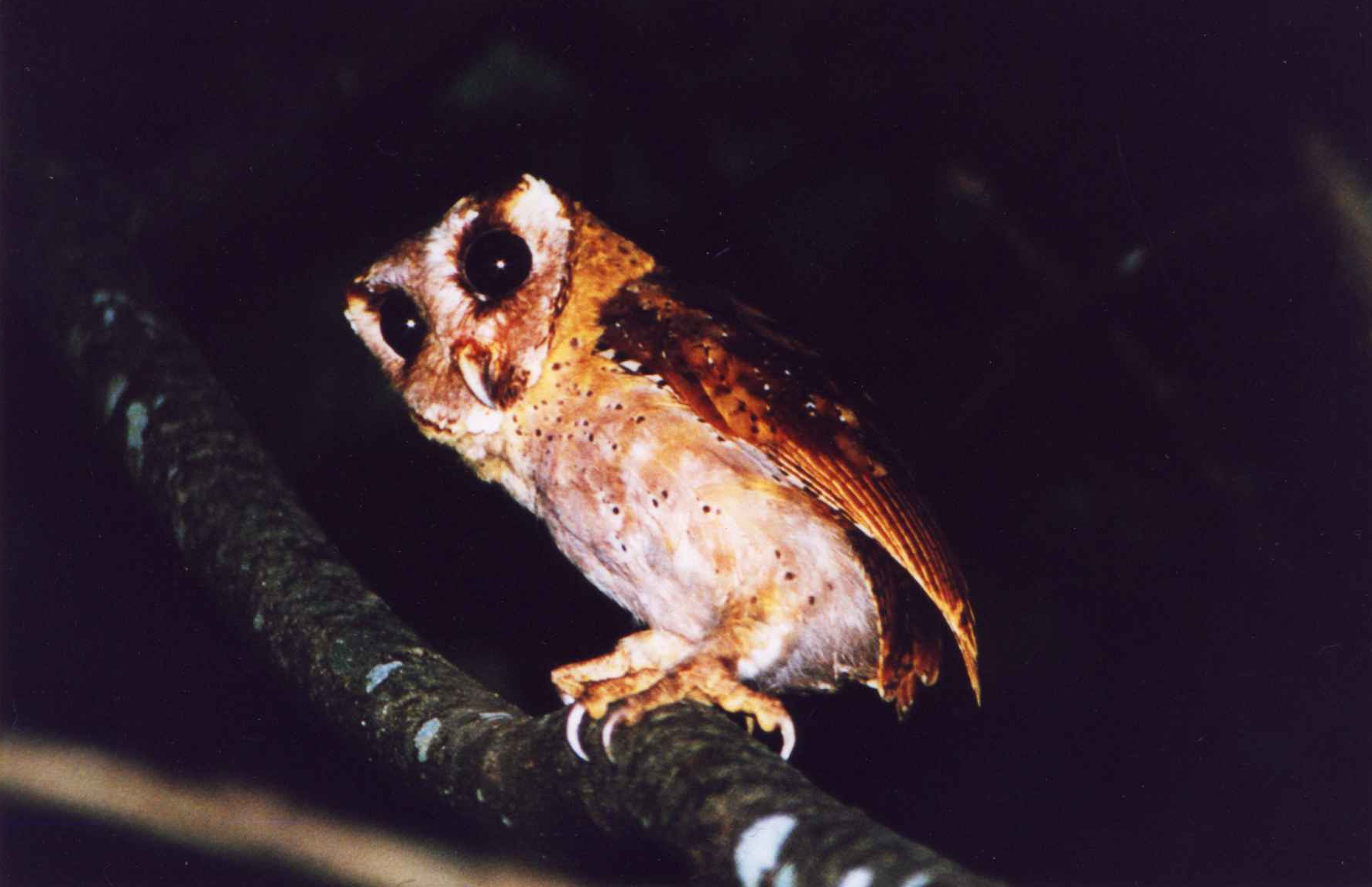
Phodilus assimilis dans la réserve de tigre de Kalakad Mundanthurai Kalakkad Mundanthurai Tiger Reserve (en)
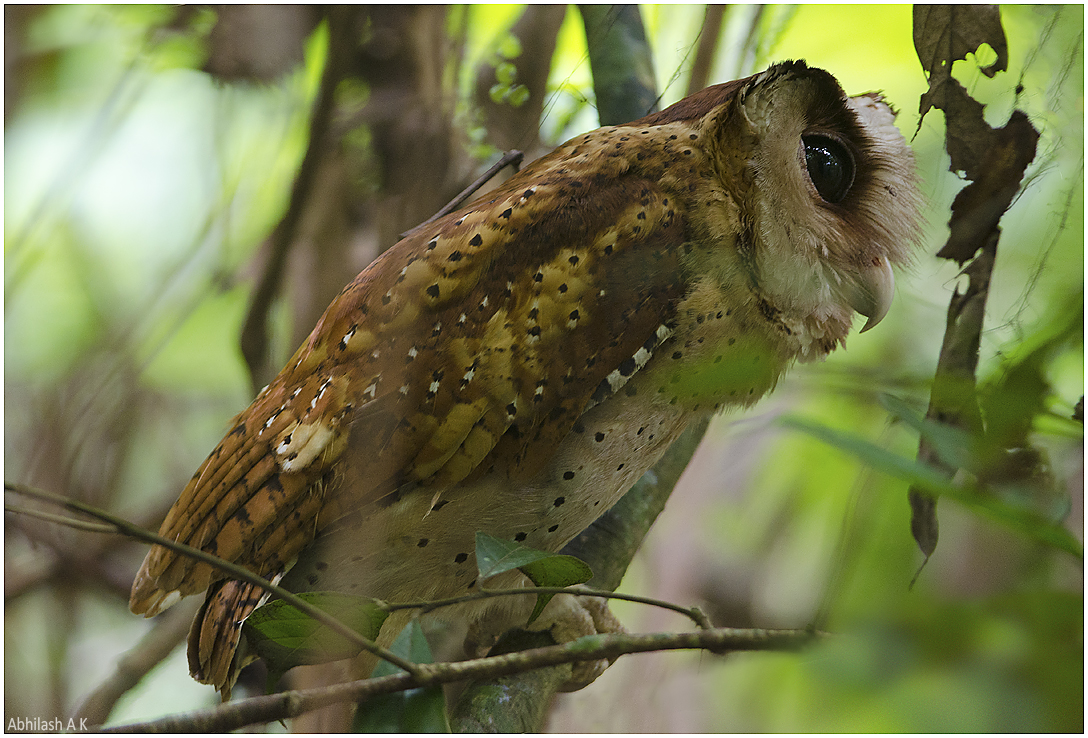
Phodile de Ceylan dans la forêt d'Arippa, Trivandrum, Kerala, India
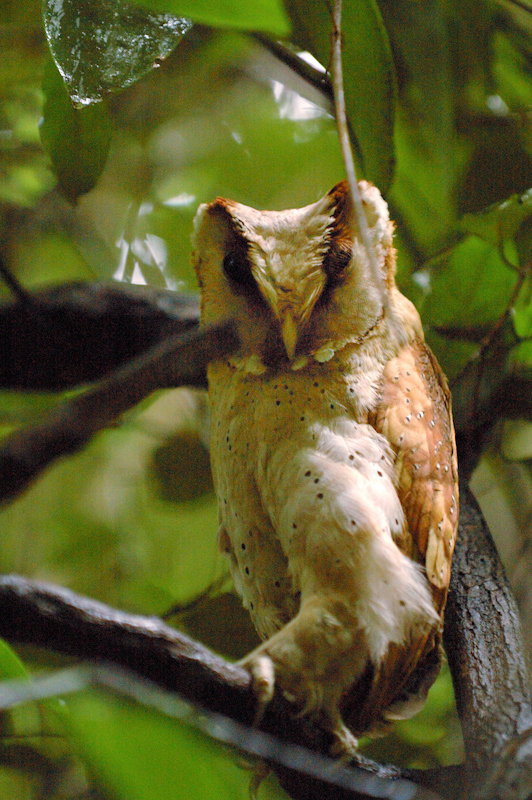
À Top Slip, collines d'Anamalai, Tamil Nadu